# Nagroda Mythopoeic
Nagroda Mythopoeic (mythopoeic – gr. „tworzenie mitów”) – nagroda w dziedzinie literatury przyznawana od 1971 r. przez Mythopoeic Society autorom utworów fantasy oraz badaczom literatury fantasy i szeroko pojętych mitów.
Nagrodę literacką wielokrotnie otrzymali m.in.: Mary Stewart, Jane Yolen, Neil Gaiman, Peter S. Beagle, Patricia A. McKillip, Diana Wynne Jones.

## Kategorie nagród
Początkowo były przyznawane dwie nagrody. Od roku 1992 nagrodę dla literatury fantasy rozdzielono na dwie kategorie: dla dorosłych i dzieci. W tym samym roku dla prac krytycznoliterackich wprowadzono drugą kategorię: mity i fantasy, obok studiów nad działalnością Inklingów.
- Literatura fantasy (do 1991 r.)
- Literatura fantasy dla dorosłych (od 1992 r.)
- Literatura fantasy dla dzieci (od 1992 r.)
- Literatura krytycznoliteracka poświęcona grupie Inklingów
- Literatura krytycznoliteracka poświęcona mitom i fantasy (od 1992 r.)

## Lista laureatów

### Nagroda Mythopoeic dla literatury fantasy (1971–1991)
| Rok  | Tytuł                                                                  | Autor             |
| ---- | ---------------------------------------------------------------------- | ----------------- |
| 1971 | The Crystal Cave                                                       | Mary Stewart      |
| 1972 | Red Moon and Black Mountain                                            | Joy Chant         |
| 1973 | The Song of Rhiannon                                                   | Evangeline Walton |
| 1974 | The Hollow Hills                                                       | Mary Stewart      |
| 1975 | A Midsummer Tempest                                                    | Poul Anderson     |
| 1981 | Niedokończone opowieści (Unfinished Tales of Númenor and Middle-earth) | J.R.R. Tolkien    |
| 1982 | Małe, duże (Little, Big)                                               | John Crowley      |
| 1983 | The Firelings                                                          | Carol Kendall     |
| 1984 | When Voiha Wakes                                                       | Joy Chant         |
| 1985 | Cards of Grief                                                         | Jane Yolen        |
| 1986 | Bridge of Birds                                                        | Barry Hughart     |
| 1987 | The Folk of the Air                                                    | Peter Beagle      |
| 1988 | Siódmy syn (The Seventh Son)                                           | Orson Scott Card  |
| 1989 | Unicorn Mountain                                                       | Michael Bishop    |
| 1990 | The Stress of Her Regard                                               | Tim Powers        |
| 1991 | Thomas the Rhymer                                                      | Ellen Kushner     |

### Nagroda Mythopoeic dla literatury fantasy w kategorii literatura dla dorosłych (od 1992)
| Rok  | Tytuł | Autor                      |
| ---- | --- | -------------------------- |
| 1992 | A Woman of the Iron People | Eleanor Arnason            |
| 1993 | Briar Rose | Jane Yolen                 |
| 1994 | The Porcelain Dove | Delia Sherman              |
| 1995 | Something Rich and Strange | Patricia A. McKillip       |
| 1996 | Przebudzenie księżyca (Waking the Moon) | Elizabeth Hand             |
| 1997 | The Wood Wife | Terri Windling             |
| 1998 | The Djinn in the Nightingale's Eye | A.S. Byatt                 |
| 1999 | Gwiezdny pył (Stardust) | Neil Gaiman i Charles Vess |
| 2000 | Tamsin | Peter S. Beagle            |
| 2001 | The Innamorati | Midori Snyder              |
| 2002 | Klątwa nad Chalionem (The Curse of Chalion) | Lois McMaster Bujold       |
| 2003 | Ombria in Shadow | Patricia A. McKillip       |
| 2004 | Sunshine | Robin McKinley             |
| 2005 | Jonathan Strange i pan Norrell (Jonathan Strange & Mr Norrell) | Susanna Clarke             |
| 2006 | Chłopaki Anansiego (Anansi Boys) | Neil Gaiman                |
| 2007 | Solstice Wood | Patricia A. McKillip       |
| 2008 | Opowieści sieroty: t.1 W ogrodzie nocy; t.2 W miastach monet i korzeni (The Orphan's Tales: In the Night Garden, The Orphan's Tales: In the Cities of Coin and Spice) | Catherynne M. Valente      |
| 2009 | Flesh and Spirit i Breath and Bone | Carol Berg                 |
| 2010 | Lifelode | Jo Walton                  |
| 2011 | Redemption in Indigo | Karen Lord                 |
| 2012 | The Uncertain Places | Lisa Goldstein             |
| 2013 | Digger | Ursula Vernon              |
| 2014 | Golem i dżin (Golem And The Jinni) | Helene Wecker              |
| 2015 | Tales from Rugosa Coven | Sarah Avery                |
| 2016 | Wybrana (Uprooted) | Naomi Novik                |
| 2017 | Kingfisher | Patricia A. McKillip       |
| 2018 | Ka: Dar Oakley in the Ruin of Ymr | John Crowley               |
| 2019 | Moc srebra (Spinning Silver ) | Naomi Novik                |
| 2020 | Snow White Learns Witchcraft | Theodora Goss              |
| 2021 | The House in the Cerulean Sea | TJ Klune                   |
| 2022 | Or What You Will | Jo Walton                  |
| 2023 | When the Angels Left the Old Country | Sacha Lamb                 |
| 2024 | Ink, Blood, Sister, Scribe | Emma Törzs                 |
| 2025 | The Melancholy of Untold History | Minsoo Kang                |

### Nagroda Mythopoeic dla literatury fantasy w kategorii literatura dziecięca (od 1992)
| Rok  | Tytuł                                                                    | Autor                            |
| ---- | ------------------------------------------------------------------------ | -------------------------------- |
| 1992 | Harun i morze opowieści (Haroun and the Sea of Stories)                  | Salman Rushdie                   |
| 1993 | Knight's Wyrd                                                            | Debra Doyle i James D. Macdonald |
| 1994 | The Kingdom of Kevin Malone                                              | Suzy McKee Charnas               |
| 1995 | Owl in Love                                                              | Patrice Kindl                    |
| 1996 | The Crown of Dalemark                                                    | Diana Wynne Jones                |
| 1997 | (w jednej kategorii z literaturą dla dorosłych)                          |                                  |
| 1998 | trylogia Young Merlin (Passager, Hobby, i Merlin)                        | Jane Yolen                       |
| 1999 | Dark Lord of Derkholm                                                    | Diana Wynne Jones                |
| 2000 | The Folk Keeper                                                          | Franny Billingsley               |
| 2001 | Aria of the Sea                                                          | Dia Calhoun                      |
| 2002 | The Ropemaker                                                            | Peter Dickinson                  |
| 2003 | Summerland                                                               | Michael Chabon                   |
| 2004 | The Hollow Kingdom                                                       | Clare B. Dunkle                  |
| 2005 | Kapelusz pełen nieba (A Hat Full of Sky)                                 | Terry Pratchett                  |
| 2006 | Trylogia Bartimaeusa (Bartimaeus Trilogy)                                | Jonathan Stroud                  |
| 2007 | Corbenic                                                                 | Catherine Fisher                 |
| 2008 | cykl Harry Potter                                                        | J.K. Rowling                     |
| 2009 | Graceling                                                                | Kristin Cashore                  |
| 2010 | Where the Mountain Meets the Moon                                        | Grace Lin                        |
| 2011 | seria The Queen’s Thief                                                  | Megan Whalen Turner              |
| 2012 | The Freedom Maze                                                         | Delia Sherman                    |
| 2013 | Vessel                                                                   | Sarah Beth Durst                 |
| 2014 | Doll Bones                                                               | Holly Black                      |
| 2015 | A Snicker of Magic                                                       | Natalie Lloyd                    |
| 2016 | Castle Hangnail                                                          | Ursula Vernon                    |
| 2017 | The Inquisitor's Tale: Or, The Three Magical Children and their Holy Dog | Adam Gidwitz                     |
| 2018 | Frogkisser                                                               | Garth Nix                        |
| 2019 | Bob                                                                      | Wendy Mass i Rebecca Stead       |
| 2020 | Dragon Pearl                                                             | Yoon Ha Lee                      |
| 2021 | A Wizard’s Guide to Defensive Baking                                     | T. Kingfisher                    |
| 2022 | Pahua and the Soul Stealer                                               | Lori M. Lee                      |
| 2022 | Root Magic                                                               | Eden Royce                       |
| 2023 | The Ogress and the Orphans                                               | Kelly Barnhill                   |
| 2024 | Moth Keeper                                                              | K. O’Neill                       |
| 2025 | Island of Whispers                                                       | Frances Hardinge                 |

### Nagroda Mythopoeic dla literatury fantasy w kategorii literatura młodzieżowa (od 2024)
| Rok  | Tytuł                         | Autor            |
| ---- | ----------------------------- | ---------------- |
| 2024 | Unraveller                    | Frances Hardinge |
| 2025 | The Isles of the Gods duology | Amie Kaufman     |

### Nagroda Mythopoeic dla prac krytycznoliterackich poświęconych grupieInklingów
| Rok  | Tytuł | Autor                                             |
| ---- | --- | ------------------------------------------------- |
| 1971 | | C.S. Kilby; Mary McDermott Shideler               |
| 1972 | | Walter Hooper                                     |
| 1973 | Master of Middle-earth                                                                                                 | Paul H. Kocher                                    |
| 1974 | C.S. Lewis, Mere Christian                                                                                             | Kathryn Lindskoog                                 |
| 1975 | C.S. Lewis: A Biography                                                                                                | Roger Lancelyn Green i Walter Hooper              |
| 1976 | Tolkien Criticism | Richard C. West                                   |
| 1976 | C.S. Lewis, An Annotated Checklist                                                                                     | Joe R. Christopher i Joan K. Ostling              |
| 1976 | Charles W. S. Williams, A Checklist                                                                                    | Lois Glenn                                        |
| 1981 | | Christopher Tolkien                               |
| 1982 | The Inklings | Humphrey Carpenter                                |
| 1983 | Companion to Narnia | Paul F. Ford                                      |
| 1984 | Droga do Śródziemia (The Road to Middle-Earth)                                                                         | T. A. Shippey                                     |
| 1985 | Reason and Imagination in C.S. Lewis                                                                                   | Peter J. Schakel                                  |
| 1986 | Charles Williams, Poet of Theology                                                                                     | Glen Cavaliero                                    |
| 1987 | J.R.R. Tolkien: Myth, Morality and Religion                                                                            | Richard Purtill                                   |
| 1988 | C.S. Lewis | Joe R. Christopher                                |
| 1989 | The Return of the Shadow J.R.R. Tolkien                                                                                | pod red. Christophera Tolkiena                    |
| 1990 | The Annotated Hobbit J.R.R. Tolkien                                                                                    | pod red. Douglasa A. Andersona                    |
| 1991 | Jack: C.S. Lewis and His Times                                                                                         | George Sayer                                      |
| 1992 | Word and Story in C.S. Lewis                                                                                           | pod red. Petera J. Schakela i Charlesa A. Huttara |
| 1993 | Planets in Peril | David C. Downing                                  |
| 1994 | J.R.R. Tolkien, A Descriptive Bibliography                                                                             | Wayne G. Hammond, współpr. Douglas A. Anderson    |
| 1995 | C.S. Lewis in Context                                                                                                  | Doris T. Myers                                    |
| 1996 | J.R.R. Tolkien: Artist and Illustrator                                                                                 | Wayne G. Hammond i Christina Scull                |
| 1997 | The Rhetoric of Vision: Essays on Charles Williams                                                                     | pod red. Charlesa A. Huttara i Petera Schakela    |
| 1998 | A Question of Time: J.R.R. Tolkien’s Road to Faërie                                                                    | Verlyn Flieger                                    |
| 1999 | C.S. Lewis: A Companion and Guide                                                                                      | Walter Hooper                                     |
| 2000 | Roverandom J.R.R. Tolkien                                                                                              | pod red. Christiny Scull i Wayne’a G. Hammonda    |
| 2001 | J.R.R. Tolkien: Author of the Century                                                                                  | Tom Shippey                                       |
| 2002 | Tolkien’s Legendarium: Essays on the History of Middle-earth                                                           | pod red. Verlyn Flieger i Carla F. Hostettera     |
| 2003 | Beowulf and the Critics, J.R.R. Tolkien                                                                                | pod red. Michaela D.C. Drouta                     |
| 2004 | Tolkien and the Great War: The Threshold of Middle-earth                                                               | John Garth                                        |
| 2005 | War and the Works of J.R.R. Tolkien                                                                                    | Janet Brennan Croft                               |
| 2006 | The Lord of the Rings: A Reader's Companion                                                                            | Wayne G. Hammond i Christina Scull                |
| 2007 | The J.R.R. Tolkien Companion and Guide                                                                                 | Wayne G. Hammond i Christina Scull                |
| 2008 | The Company They Keep: C.S. Lewis and J.R.R. Tolkien as Writers in Community                                           | Diana Pavlac Glyer                                |
| 2009 | The History of The Hobbit (Part One: Mr. Baggins; Part Two: Return to Bag-end)                                         | John D. Rateliff                                  |
| 2010 | Tolkien, Race, and Cultural History: From Fairies to Hobbits                                                           | Dimitra Fimi                                      |
| 2011 | Planet Narnia | Michael Ward                                      |
| 2012 | Tolkien and Wales | Carl Phelpstead                                   |
| 2013 | Green Suns and Faërie: Essays on J.R.R. Tolkien                                                                        | Verlyn Flieger                                    |
| 2014 | Tolkien and the Study of His Sources: Critical Essays                                                                  | red. Jason Fisher                                 |
| 2015 | C.S. Lewis and the Middle Ages                                                                                         | Robert Boenig                                     |
| 2016 | Charles Williams: The Third Inkling                                                                                    | Grevel Lindop                                     |
| 2017 | The Fellowship: The Literary Lives of J.R.R. Tolkien, C.S. Lewis, Owen Barfield, Charles Williams                      | Philip Zaleski i Carol Zaleski                    |
| 2018 | The Inklings and King Arthur: J.R.R. Tolkien, Charles Williams, C.S. Lewis, and Owen Barfield on the Matter of Britain | pod red. Søriny Higgins                           |
| 2019 | There Would Always Be a Fairy Tale: More Essays on Tolkien                                                             | Verlyn Flieger                                    |
| 2020 | „The Sweet and the Bitter”: Death and Dying in J.R.R. Tolkien’s The Lord of the Rings                                  | Amy Amendt-Raduege                                |
| 2021 | Tolkien’s Lost Chaucer                                                                                                 | John M. Bowers                                    |
| 2022 | Tolkien’s Modern Reading: Middle-earth Beyond the Middle Ages                                                          | Holly Ordway                                      |
| 2023 | Charles Williams and C.S. Lewis: Friends in Co-inherence                                                               | Paul S. Fiddes                                    |
| 2024 | Law, Government, and Society in J.R.R. Tolkien’s Works                                                                 | José María Miranda Boto                           |
| 2025 | The Collected Poems of J.R.R. Tolkien                                                                                  | Wayne G. Hammond, Christina Scull (red.)          |

### Nagroda Mythopoeic dla prac krytycznoliterackich poświęconych mitom i fantasy
| Rok  | Tytuł | Autor                                 |
| ---- | --- | ------------------------------------- |
| 1992 | The Victorian Fantasists | pod red. Kath Filmer                  |
| 1993 | Strategies of Fantasy | Brian Attebery                        |
| 1994 | Twentieth-Century Fantasists | pod red. Kath Filmer                  |
| 1995 | Old Tales and New Truths: Charting the Bright-Shadow World                                                                                  | James Roy King                        |
| 1996 | From the Beast to the Blonde | Marina Warner                         |
| 1997 | When Toys Come Alive | Lois Rostrow Kuznets                  |
| 1998 | The Encyclopedia of Fantasy | pod red. Johna Clute’a i Johna Granta |
| 1999 | A Century of Welsh Myth in Children's Literature                                                                                            | Donna R. White                        |
| 2000 | Strange and Secret Peoples: Fairies and Victorian Consciousness                                                                             | Carole G. Silver                      |
| 2001 | King Arthur in America | Alan Lupack i Barbara Tepa Lupack     |
| 2002 | The Owl, the Raven & the Dove: The Religious Meaning of the Grimms' Magic Fairy Tales                                                       | G. Ronald Murphy                      |
| 2003 | Fairytale in the Ancient World | Graham Anderson                       |
| 2004 | The Myth of the American Superhero | John Shelton Lawrence i Robert Jewett |
| 2005 | Robin Hood: A Mythic Biography | Stephen Thomas Knight                 |
| 2006 | National Dreams: The Remaking of Fairy Tales in Nineteenth-Century England                                                                  | Jennifer Schacker                     |
| 2007 | Gemstone of Paradise: The Holy Grail in Wolfram's Parzival                                                                                  | G. Ronald Murphy, S.J.                |
| 2008 | The Shadow-Walkers: Jacob Grimm’s Mythology of the Monstrous                                                                                | Tom Shippey                           |
| 2009 | Four British Fantasists: Place and Culture in the Children's Fantasies of Penelope Lively, Alan Garner, Diana Wynne Jones, and Susan Cooper | Charles Butler                        |
| 2010 | One Earth, One People: The Mythopoeic Fantasy Series of Ursula K. Le Guin, Lloyd Alexander, Madeleine L’Engle and Orson Scott Card          | Marek Oziewicz                        |
| 2011 | The Victorian Press and the Fairy Tale | Caroline Sumpter                      |
| 2012 | The Enchanted Screen | Jack Zipes                            |
| 2013 | Song of the Vikings: Snorri and the Making of Norse Myths                                                                                   | Nancy Marie Brown                     |
| 2014 | Tree of Salvation: Yggdrasil and the Cross in the North                                                                                     | G. Ronald Murphy                      |
| 2015 | Stories About Stories: Fantasy and the Remaking of Myth                                                                                     | Brian Attebery                        |
| 2016 | The Evolution of Modern Fantasy: From Antiquarianism to the Ballantine Adult Fantasy Series                                                 | Jamie Williamson                      |
| 2017 | Elf Queens and Holy Friars: Fairy Beliefs and the Medieval Church                                                                           | Richard Firth Green                   |
| 2018 | Children's Fantasy Literature: An Introduction                                                                                              | Michael Levy i Farah Mendlesohn       |
| 2019 | Celtic Myth in Contemporary Children’s Fantasy: Idealization, Identity, Ideology                                                            | Dimitra Fimi                          |
| 2020 | A Modernist Fantasy: Modernism, Anarchism, and the Radical Fantastic                                                                        | James Gifford                         |
| 2021 | Fantasies of Time and Death: Dunsany, Eddison, Tolkien                                                                                      | Anna Vaninskaya                       |
| 2022 | The Modern Myths: Adventures in the Machinery of the Popular Imagination                                                                    | Philip Ball                           |
| 2023 | Fantasy: How It Works | Brian Attebery                        |
| 2024 | An Introduction to Fantasy | Matthew Sangster                      |
| 2025 | Urban Fantasy: Exploring Modernity through Magic                                                                                            | Stefan Ekman                          |